# WAR (format de fichier)
Pour les articles homonymes, voir War.
En informatique, un fichier WAR (pour Web application Archive) est un fichier JAR utilisé pour contenir un ensemble de JavaServer Pages, servlets, classes Java, fichiers XML, et des pages web statiques (HTML, JavaScript…), le tout constituant une application web. Cette archive est utilisée pour déployer une application web sur un serveur d'applications.

## Structure et contenu
Un fichier WAR peut être signé numériquement de la même façon qu'un fichier JAR, ce qui permet d'assurer la sécurité du code.
Ces fichiers doivent obligatoirement contenir certains répertoires et fichiers :
- Le répertoire WEB-INF contient le fichier web.xml qui définit la structure et le paramétrage de l'application web. Si l'application est fondée uniquement sur des fichiers JSP, alors web.xml peut être omis. Si l'application est fondée sur des servlets, alors web.xml indique quelles sont les URL associées à chaque servlet. Le fichier est aussi utilisé pour définir des variables et pour définir des dépendances à prendre en compte pour le déploiement.

Un des désavantages de cette méthode, dans des environnements très dynamiques, est que le moindre changement à apporter ne peut être fait sans la regénération et le redéploiement du WAR.
Exemple de web.xml spécifiant une servlet (HelloServlet) avec la classe java et l'URL associée :
```
 
<?xml version="1.0" encoding="ISO-8859-1"?>

 
<!DOCTYPE web-app

     PUBLIC "-//Sun Microsystems, Inc.//DTD Web Application 2.2//EN"

     "http://java.sun.com/j2ee/dtds/web-app_2_2.dtd">

 

 
<web-app>

     
<servlet>

         
<servlet-name>
HelloServlet
</servlet-name>

         
<servlet-class>
mypackage.HelloServlet
</servlet-class>

     
</servlet>

 

     
<servlet-mapping>

         
<servlet-name>
HelloServlet
</servlet-name>

         
<url-pattern>
/HelloServlet
</url-pattern>

     
</servlet-mapping>

 

     
<resource-ref>

         
<description>

             
Resource
 
reference
 
to
 
a
 
factory
 
for
 
javax.mail.Session

             
instances
 
that
 
may
 
be
 
used
 
for
 
sending
 
electronic
 
mail
 
messages,

             
preconfigured
 
to
 
connect
 
to
 
the
 
appropriate
 
SMTP
 
server.

         
</description>

         
<res-ref-name>
mail/Session
</res-ref-name>

         
<res-type>
javax.mail.Session
</res-type>

         
<res-auth>
Container
</res-auth>

     
</resource-ref>

 
</web-app>

```

Le répertoire WEB-INF/classes est prévu pour contenir les fichiers .class, et est automatiquement inclus dans le classpath.
De la même façon, le répertoire WEB-INF/lib est prévu pour contenir les bibliothèques Java.

## Source
- (en) Cet article est partiellement ou en totalité issu de l’article de Wikipédia en anglais intitulé « WAR (file format) » (voir la liste des auteurs).